# جنیفر اولریش
جنیفر اولریش (آلمانی: Jennifer Ulrich؛ زادهٔ ۱۸ اکتبر ۱۹۸۴) یک هنرپیشه اهل آلمان است. 
از فیلم‌ها یا برنامه‌های تلویزیونی که وی در آن نقش داشته است می‌توان به موج و هشدار برای کبرا ۱۱ اشاره کرد.